# Gräddö
Gräddö is een plaats in de gemeente Norrtälje in het landschap Uppland en de provincie Stockholms län in Zweden. De plaats heeft 252 inwoners (2005) en een oppervlakte van 92 hectare. Gräddö ligt op een schiereiland en grenst direct aan een baai van de zee. De overige directe omgeving van Gräddö bestaat vooral uit landbouwgrond als bos. Er is onder andere een jachthaven en plaatsen om de recreëren aan zee in de plaats te vinden. Dat de plaats ondanks dat zijn inwoneraantal boven de 200 ligt toch een småort is komt er door dat waarschijnlijk meer dan de helft van de huizen in de plaats vakantiehuis is. De stad Norrtälje ligt zo'n twintig kilometer ten oosten van het dorp.